# Rio Fresno
O rio Fresno é um rio de Portugal, afluente do rio Douro pela margem direita. Nasce a oeste de Ifanes e a sua confluência no rio Douro faz-se a sul de Miranda do Douro, a jusante da barragem de Miranda.